# شش شخصیت در جستجوی یک نویسنده
شش شخصیت در جستجوی یک نویسنده (ایتالیایی: Sei personaggi in cerca d'autore) نمایش‌نامه‌ای ایتالیایی اثر لوئیجی پیراندلو است که در ۱۹۲۱ نگاشته شده است. این نمایش‌نامه، تئاتری پوچ‌انگار و فراتئاتری درباره رابطه نویسنده، شخصیت‌های نمایشش و تمرین‌کنندگان تئاتر است که در رم و میان فریادهای اعتراض‌آمیز تماشاچیان به روند غیرمنطقی داستان با کلماتی چون دیوانه‌خانه، همان سال روی صحنه رفت. پذیرش و عکس‌العمل تماشاچیان در اجراهای بعدی، به‌خصوص پس از ویرایش سوم آن که در ۱۹۲۵ به چاپ رسید و در پیشگفتارش، ساختار و ایده‌های آن روشن شده بود، بهبود یافت. این تئاتر در ۱۹۲۲ و برای یک سال در تئاتر برادوی روی صحنه رفت. این نمایش‌نامه از آثار تاثیرگذار جنبش نوگرایی در هنر به حساب می‌آید.

## اجرا در تئاتر ایران
اجرای عمومی نمایشنامه شش شخصیت در جستجوی یک نویسنده به کارگردانی پری صابری و با بازی فروغ فرخزاد، پرویز فنی‌زاده، اسماعیل محرابی، پرویز پورحسینی و سعید پورصمیمی از درخشان‌ترین اجراهای ایران در دهه 40 شمسی محسوب می‌شود. به گفته پری صابری: «در آن دوران، فروغ شخصیت مشهوری بود و من از ابراز تمایل او برای بازی در این نمایش تعجب کردم؛ با این‌حال تصمیم من این بود که بپذیرم او بازی کند... فروغ جایگاه ویژه‌ای در زندگی من دارد؛ در آن دوران، من تازه از پاریس آمده بودم. راستش فکر کردم که این آدم سرشناس می‌خواهد در زمینه‌ای کار کند که با آن آشنایی ندارد ولی وقتی که قبول کردم و او در تمرین‌ها حاضر شد، به نظرم از بهترین لحظاتی بود که با یک بازیگر گذراندم؛ چون فروغ نه‌تنها بازیگر بود بلکه به معنا و ادبیات اشراف داشت، لازم نبود که به او بگویم این نمایشنامه چه می‌گوید چرا که شناخت او از هنر باعث شده بود تا همه آنچه را برای شناخت متن لازم بود، بداند. واقعا بازی فروغ در این نمایش از خاطرات یگانه من در تئاتر است... او، فردی بود که در زمینه هنر حرف‌های بسیاری برای زدن داشت و در هر زمینه‌ای درخشان بود... فروغ خیلی مسئول و منضبط بود و با گروه همکاری خوبی داشت و هیچ گاه کاری خلاف عادت یک گروه حرفه‌ای انجام نمی‌داد.... در شب‌های شلوغ اجرای شش شخصیت در جستجوی یک نویسنده افرادی به حضور فروغ در نمایش ایراد گرفتند و گفتند او، شاعر است و نمی‌داند بازیگری یعنی چه اما اجرای درخشان او جواب منتقدان را داد. در واقع تماشاگرانی که به تالار فرهنگی ایران و آمریکا واقع در خیابان فرانسه آن زمان و خیابان نوفل‌لوشاتو امروز، آمدند، استقبال درخشانی از آن کار کردند که از بی‌نظیرترین اجراهای زندگی تئاتری من به‌شمار می‌آید»   